# E-Turist
e-Turist je mobilna (Android, iOS, Windows Phone OS, BlackBerry OS) in spletna aplikacija za načrtovanje prilagojenih poti v Sloveniji.   

## Delovanje aplikacije
Uporabnik načrtuje ogled po naslednjih korakih:
1. izbere eno ali več destinacij, ki jih želi obiskati,
2. označi namen obiska (aktivni turizem, gastronomija, kulturna in naravna dediščina, zabava),
3. označi začetek in trajanje ogleda (v dnevih in urah),
4. označi način potovanja (z avtomobilom ali peš),
5. označi, ali želi med izletom na kosilo in kdaj.

Podatki se nato procesirajo, uporabnik pa dobi na voljo nekaj možnih ogledov, ki najbolj ustrezajo njegovemu okusu in upoštevajo njegove omejitve glede časa in prevoza.